# Statt (Dorfen)
Statt ist ein Gemeindeteil der Stadt Dorfen im oberbayerischen Landkreis Erding.

## Lage
Die Einöde Statt liegt in der Luftlinie 4,3 Kilometer nordöstlich von Dorfen. 

## Bevölkerungsentwicklung
Um 1871 gab es in Statt 15 Einwohner. Im Mai 1987 lebten dort zwölf Einwohner in zwei Wohngebäuden.
| Jahr      | 1871 | 1925 | 1950 | 1970 | 1987 |
| Einwohner | 15   | 13   | 10   | 15   | 12   |